# Piotr Matys
Treść tego artykułu może nie być zgodna z zasadami neutralnego punktu widzenia.
Dokładniejsze informacje o tym, co należy poprawić, być może znajdują się w dyskusji tego artykułu.
 Po wyeliminowaniu niedoskonałości należy usunąć szablon {{Dopracować}} z tego artykułu.
Piotr Matys  (ur. 21 lipca 1978 w Białymstoku) – polski piłkarz, występujący na pozycji napastnika, i trener piłkarski.
Matys swoją karierę rozpoczął w Jagiellonii Białystok. W klubie tym miał okazję wystąpić kilkanaście razy w spotkaniach na II-ligowym poziomie. Na przełomie lat 1996 i 1997 wyjechał do Holandii, gdzie stał się reprezentantem wielkiego PSV Eindhoven. Tam jednak nie zrobił oszałamiającej kariery. W 1998 roku trafił do szwajcarskiego Lausanne-Sports.
Pół roku później wrócił do Polski, gdzie przywdział koszulkę ŁKS Łódź. W czasie krótkich występów w drużynie ówczesnego mistrza Polski, Matys zdołał strzelić piękną bramkę piętą bramkarzowi AS Monaco, Fabienowi Barthezowi, świeżo upieczonemu wówczas mistrzowi świata. Na wiosnę 1999 roku trafił do Stomilu Olsztyn. Tam przez ponad 2 lata rozegrał około 60 spotkań, w których zdobył 9 bramek. W 2001 roku wyjechał do Włoch. W czasie dwuletniego pobytu nad Morzem Śródziemnym Matys występował w trzech klubach: AC Mestre, Genoa 1893, US Alessandria Calcio. W pierwszym z klubów udało mu się uzyskać 7 bramek w meczach na szczeblu II-ligowym. W 2003 roku powrócił do ojczyzny. Ponownie zagrał w Łodzi, lecz tym razem w Widzewie. Pół roku później przeszedł do Górnika Łęczna, jednak i tam nie pograł długo. Jesienią 2004 roku stał się bezrobotnym piłkarzem. Wiosną 2005 roku pomocną dłoń swemu wychowankowi wyciągnęła Jagiellonia. Jesienią tego samego roku Matys ponownie wyemigrował do Włoch, tym razem do V-ligowego klubu US Tolentino. W międzyczasie przeniósł się do innego zespołu z tej ligi, AC Boca San Lazzaro. Wytrzymał tam jednak tylko pół sezonu, bo rundę wiosenną sezonu 2006/2007 zaczął w Ruchu Wysokie Mazowieckie. W styczniu 2008 roku opuścił zespół Ruchu. Nie doszedł do porozumienia z władzami klubu Narew Ostrołęka, pomimo awizowania go już jako zawodnika Narwi. Latem 2008 roku zakończył karierę piłkarską, co spowodowane było przewlekłymi kontuzjami, i zajął się pracą z młodzieżą w MOSP Jagiellonii (rocznik 2002). Od 4 września 2009 był asystentem Sławomira Kopczewskiego w IV-ligowym ŁKS Łomża, z którym latem 2010 roku przeniósł się do II-ligowego Ruchu Wysokie Mazowieckie. Z końcem września 2010, nieoczekiwanie doszło do dymisji Matysa z funkcji II trenera Ruchu (I trener pozostał na stanowisku), oficjalnym powodem zwolnienia szkoleniowca były złe wyniki drużyny. Obecnie Piotr Matys postawił na pracę z młodzieżą (jednak już nie w MOSP Jagiellonii). Razem z trenerem, z którym jako zawodnik zdobył III miejsce Mistrzostw Polski Juniorów w 1996 roku – Januszem Kaczmarzem oraz kolegami, których poznał na boiskach piłkarskich – Dzidosławem Żuberkiem, Bartoszem Jurkowskim założył Akademię Piłkarską „Talent” w Białymstoku, w której pracuje również Jacek Markiewicz.